# Ludovic Duée
Ludovic Duée est un joueur français de volley-ball né le 3 juin 1991 à Meudon. Il mesure 1,92 m et joue au poste de libero.
En avril 2024, il remporte le Championnat de France de volley-ball en tant que capitaine du Saint-Nazaire Volley-Ball Atlantique (SNVBA). Au terme de la saison, il prend sa retraite pour entrer dans les ordres, à l'abbaye Sainte-Marie de Lagrasse. 

## Biographie
Ludovic Duée prend sa retraite après le Championnat de France de volley-ball 2024, qu'il remporte avec le Saint-Nazaire Volley-Ball Atlantique (SNVBA), dont il est capitaine, pour devenir postulant au sein de l'abbaye Sainte-Marie de Lagrasse, afin d'y devenir chanoine régulier de la Mère de Dieu,.

## Clubs
| Club               | De        | À         |
| ------------------ | --------- | --------- |
| Asnières Volley 92 | 2011-2012 | 2011-2012 |
| Chaumont VB52      | 2012-2013 | ...       |
| Saint-Nazaire VBA  | ...       | 2023-2024 |

## Palmarès
- Championnat d'Europe des moins de 19 ans (1)
  - Vainqueur : 2009, meilleur libéro

- Championnat de France de beach-volley (1)
  - Vainqueur : 2012

- Championnat de France de volley-ball
  - Vainqueur : 2024